# Alexandrine (Schiff)
Die Alexandrine war eine Kreuzerkorvette und Typschiff der Alexandrine-Klasse, die am 7. Februar 1885 für die Kaiserliche Marine vom Stapel gelassen wurde. Namensgebend war Prinzessin Alexandrine von Preußen. Einziges Schwesterschiff war die Arcona.
Die Schiffe der Alexandrine-Klasse wurden Mitte der 1880er Jahre zur Erweiterung der deutschen Auslandskreuzerflotte in Auftrag gegeben und sollten entsprechend als Flottenaufklärer und auf ausgedehnten Einsatzfahrten in überseeischen Interessensgebieten des deutschen Kaiserreichs Dienst tun. Als Hauptbewaffnung verfügte das Schiff über eine Batterie von zehn 15-cm-Ringkanonen und dazu über ein vollständiges Segelrigg, um die ebenfalls vorhandene Dampfmaschine auf langen Einsatzfahrten in Übersee zu ergänzen.
Zur Erfüllung ihrer Aufgabe absolvierte die Alexandrine eine sechsjährige Auslandsfahrt, die sie um den gesamten Erdball führte. Erstmals wurde sie 1889 für einen Einsatz im Zentralpazifik aktiviert, wo es Spannungen zwischen mehreren Kolonialmächten wegen konkurrierender Ansprüche auf Samoa gab. Das Schiff patrouillierte dann in Deutsch-Neuguinea und schloss sich 1891 dem Kreuzergeschwader der Kaiserlichen Marine an, das während des chilenischen Bürgerkriegs von 1891 vor Ort eingesetzt war, um deutsche Staatsangehörige zu schützen. Das Geschwader kreuzte danach in Ostasien 1892 und Ende des Jahres in Deutsch-Ostafrika. 1893 wurde sie nach Brasilien geschickt, wo Aufständische die deutschen Interessen dort bedrohten. Die Schiffe wurden dann nach Ostasien zurückgeschickt, um die Konfliktparteien im Ersten Chinesisch-Japanischen Krieg von 1894–1895 zu überwachen.
Der letzte Einsatz des Schiffes war im März 1895 vor Marokko. Nach ihrer Rückkehr nach Deutschland wurde festgestellt, dass sie nach den intensiven Einsatzjahren in Übersee in einem schlechten Zustand war und so wurde sie im Juni 1895 als nicht reparaturfähig außer Dienst gestellt. 1907 wurde das Schiff verschrottet.

## Geschichte

### Bau und Indienststellung
Die Alexandrine wurde im Februar 1882 unter dem Vertragsnamen „G“ auf der Kaiserlichen Werft in Kiel auf Kiel gelegt und am 7. Februar 1885 vom Stapel gelassen. Die Schiffstaufe erfolgte durch den späteren Kaiser Wilhelm II. Das fertiggestellte Schiff begann im Oktober 1886 mit Probefahrten, die bis Januar 1887 andauerten und unter dem Kommando von Kapitänleutnant Johannes Hirschberg durchgeführt wurde. Anschließend wurde das Schiff im Januar 1887 in Wilhelmshaven außer Dienst gestellt. Das Schiff war nach Konstruktionsplänen von 1875 gebaut, und in der Zeit des Stapellaufes war bereits mit dem Bau leichter Geschützter Kreuzer begonnen worden, sodass das Interesse am Schiff nicht vorhanden war.
Das Schiff blieb bis 1889 außer Dienst. Als allerdings am 16. März ein großer Zyklon Samoa traf und die zwei deutschen Stationäre vor Ort, die Kanonenboote Adler und Eber, zerstörte, wurde die Alexandrine für dieses Gebiet in Dienst gestellt, um die deutschen Interessen vor Ort zu schützen und konkurrierenden Machtansprüchen der Vereinigten Staaten und Großbritanniens zu begegnen. Zu diesem Zweck wurden auch die Glattdeckskorvette Sophie und das Kanonenboot Wolf, die sich in ostafrikanischen bzw. ostasiatischen Gewässern befanden, in das Gebiet beordert. Am 15. April verließ die Alexandrine Wilhelmshaven. An Bord befand sich auch Kaiser Wilhelm II., der das Schiff bei einem Zwischenstopp auf Wangerooge wieder verließ. Das Schiff fuhr dann mit Zwischenstopp in Gibraltar nach Port Said, durchfuhr den Sueskanal und erreichte nach Stopps in Aden und Albany schließlich Sydney am 6. Juli 1889.

### Einsatz im Pazifik
Zu diesem Zeitpunkt hatte sich die Situation in Samoa allerdings beruhigt und die Alexandrine wurde ab dem 24. Juli auf eine Reise durch die deutschen Besitzungen und Interessensgebiete in der Südsee kommandiert. Stationen der Reise waren die nördlichen Salomon-Inseln, Matupi auf Neupommern, Finschhafen in Deutsch-Neuguinea und die Eremiteninseln. Auf der Insel Kapsu vor Neu-Mecklenburg setzte die Alexandrine eine Landetruppe an Land, um Anwohner für die Ermordung von zwei deutschen Staatsbürgern zu bestrafen. Am 1. November kehrte das Schiff nach Sydney zurück, wo es für Reparaturen einen Monat blieb. Im März 1890 traf die Alexandrine in Auckland einen Dampfer mit ihrer Ersatzbesatzung. Nach dem Besatzungswechsel fuhr das Schiff dann nach Apia, wo es bis Anfang Mai blieb, bevor sie mit dem örtlichen Reichskommissar an Bord auf eine Inspektionsreise zu den Marshallinseln befohlen wurde. Unterwegs hielt sie auf den Gilbertinseln an, um Streitigkeiten zwischen Deutschen und Einheimischen beizulegen. Zurück in Apia im Juni nahm die Schiffsbesatzung an der Zeremonie teil, bei der Malietoa Laupepa als örtlicher Herrscher eingesetzt wurde.

### Einsatz im Permanenten Kreuzergeschwader
Die Alexandrine segelte dann zur Wartung erneut nach Sydney, wo sie im Juli dem Permanenten Kreuzergeschwader unter Konteradmiral Victor Valois zugeteilt wurde. Nach Besuchen in Melbourne und Adelaide schloss sich Alexandrine am 16. September in Apia den anderen Korvetten, dem Flaggschiff Leipzig und der Sophie, an. Am 6. Januar 1891 besuchte Alexandrine noch mehrere der Samoainseln, bevor sie mit dem Rest des Geschwaders nach Ostasien segelte. Im April wurde in Shanghai ein weiterer Besatzungswechsel vorgenommen. In der Zwischenzeit war der chilenische Bürgerkrieg von 1891 ausgebrochen, was das deutsche Oberkommando veranlasste, Valois’ Schiffe am 3. Mai dorthin zu entsenden, um deutsche Staatsangehörige im Land zu schützen. Bei der Überquerung des Pazifik ging allerdings der Leipzig die Kohle aus und das Schiff musste für einen Teil der Reise abgeschleppt werden. Die Schiffe kamen somit erst am 9. Juli vor der Küste Chiles an und Valois schloss mit den Behörden in Valparaíso eine Vereinbarung über die Entsendung von Landetruppen von den Schiffen, um das europäische Viertel der Stadt zu sichern.
Nach dem Ende des Krieges im Dezember verließ das Kreuzergeschwader Chile und begab sich durch die Magellanstraße in den Südatlantik. Sie hielten in Kapstadt an, wo Konteradmiral Friedrich von Pawelsz am 23. Februar 1892 das Kommando über das Geschwader übernahm. Die drei Korvetten setzten ihre Reise nach Deutsch-Ostafrika fort, wo Sophie den Verband verließ. Alexandrine und Leipzig fuhren weiter nach Ostasien. Während ihres Aufenthalts in Colombo erhielt die Alexandrine erneut eine neue Besatzung und nahm ebenfalls den Ersatz für die Kanonenboote Iltis und Wolf, die ostasiatischen Stationäre, an Bord. Die Alexandrine kehrte dann in chinesische Gewässer zurück und hielt in Chemulpo an, wo der Kapitän des Schiffes eine Audienz bei König Gojong erhielt. Während der Weiterfahrt erkrankten mehrere Besatzungsmitglieder im Golf von Petschili und zwangen die Alexandrine, zum deutschen Marinelazarett in Yokohama zu fahren. Das Schiff blieb bis zum 23. Oktober in Yokohama und traf sich anschließend am 4. November mit der Leipzig in Hongkong.
Gemeinsam setzten die Schiffe ihre Reise nach Ostafrika, wo befürchtet wurde, es könnte nach dem Tod von Sultan Ali ibn Said von Sansibar im März 1893 auf der Insel zu Unruhen kommen. Die Nachfolge ging allerdings friedlich auf seinen Neffen Hamad bin Thuwaini über und die Krise wurde abgewendet. In Sansibar stieß die Arcona, das Schwesterschiff der Alexandrine, zum Verband. Das Geschwader wurde nach Kapstadt befohlen und dort am 6. April aufgelöst.

### Einsatz in Südamerika
Nach Überholungsarbeiten im Trockendock von Kapstadt setzte die Alexandrine ihre Reise am 20. Mai nach Südamerika fort. Mitte Juni hatte sie Brasilien erreicht und besuchte anschließend Buenos Aires und Montevideo.
Am 27. Juli traf sie erneut mit ihrem Schwesterschiff Arcona in São Francisco do Sul zusammen. Am 18. September 1893 trafen die beiden Schiffe von Buenos Aires kommend in Rio de Janeiro ein, wo aufständische Marinesoldaten in der sogenannten „Revolta da Armada“ („Revolte der Flotte“) gegen den brasilianischen Präsidenten Floriano Peixoto putschten. Die Schiffe blieben bis Januar in der Stadt, um ausländische Bürger und Besitzungen vor den Aufständischen zu schützen und humanitäre Hilfe zu leisten. Beispielsweise sicherten die Schiffe die Freilassung des von den Rebellen am 3. November beschlagnahmten Hamburg-Süd-Dampfschiffs Santos und evakuierten am 9. Dezember deutsche Passagiere von dem argentinischen Dampfer Paranahiva, der beim Auslaufen von den Rebellen beschossen und aufgebracht wurde. Aufgrund eines Ausbruchs von Gelbfieber und um den Besatzungen dringend benötigten Urlaub zu gewähren, ging die Alexandrine am 31. Januar 1894 zurück nach Buenos Aires. Dorthin wurde sie und Arcona von der inzwischen eingetroffenen Korvette Marie begleitet. Die drei Schiffe fuhren am 22. April zurück nach Rio de Janeiro und dann weiter nach Cabo Frio.
Als Anfang 1894 die Spannungen wegen Korea zwischen China und Japan zunahmen, wurden die Schiffe, nun als „Nachfolger“ des Permanenten Kreuzergeschwaders als sogenannte Ostasiatische Kreuzerdivision, nach Ostasien verlegt. Am 7. März umrundeten sie Kap Hoorn und erreichten den Pazifischen Ozean. Nach Reparaturen wegen Sturmschäden trafen sich die drei Korvetten erst am 13. Juli vor Callao wieder. Die drei Schiffe blieben dort bis zum 15. August, während in der Zwischenzeit der Krieg zwischen China und Japan ausgebrochen war, um deutsche Interessen während der Unruhen zu schützen, die in Peru aufgrund der Präsidentschaft Andrés Avelino Cáceres anhielten. Die Schiffe überquerten erst nach Abschluss dieses Einsatzes den Pazifik und erreichten erst am 26. September Yokohama.

### Späte Einsätze und Verbleib
Die Alexandrine fuhr zu Wartungsarbeiten weiter nach Nagasaki und anschließend weiter an die Nordküste Chinas, um die deutschen Interessen in der Region zu vertreten. Der Einsatz des Schiffes in der Ostasien-Division dauerte insgesamt nicht lange. Bereits am 2. März 1895 erhielt es den Befehl, nach Deutschland zurückzukehren und verließ Singapur und damit auch die Ostasien-Division am 22. März. Während ihres Aufenthalts in Port Said erhielt das Schiff den Befehl, sich nach Marokko zu begeben, um deutsche Unterhändler durch ihre Präsenz dabei zu unterstützen, eine Entschädigung für den Mord an zwei Deutschen im Land einzufordern. Nach Abschluss dieser Tätigkeit, fuhr das Schiff schließlich weiter nach Wilhelmshaven und kam dort am 25. Mai an. Eine Woche später, am 1. Juni, wurde die Alexandrine außer Dienst gestellt. Bei der anschließenden Untersuchung des Schiffes stellte sich heraus, dass sich ihr Rumpf stark beschädigt und für eine weitere Verwendung in Übersee ungeeignet war. Das Schiff wurde daraufhin nach Danzig geschleppt, wo sie außer Dienst gestellt wurde. Ab dem 3. Mai 1904 war sie als schwimmende Batterie eingesetzt. Am 27. Mai 1907 wurde sie schließlich aus dem Seeregister gestrichen und für 148.000 Mark verkauft. Der Käufer nutzte das Schiff kurz als schwimmende Werkstatt, bevor es später in dem Jahr in Danzig verschrottet wurde.

## Kommandanten
| April 1889 bis Oktober 1890    | Korvettenkapitän Curt von Prittwitz und Gaffron                                   |
| Oktober 1890 bis November 1890 | Kapitän zur See Fritz Rötger                                                      |
| November 1890 bis Februar 1891 | Korvettenkapitän Hermann Schneider (mit der Wahrnehmung der Geschäfte beauftragt) |
| Februar 1891 bis Januar 1893   | Korvettenkapitän/Kapitän zur See Ernst von Frantzius                              |
| 15. Januar bis 23. Juli 1893   | Korvettenkapitän Max Galster                                                      |
| August 1893 bis Oktober 1893   | Kapitänleutnant Johannes Stein (in Vertretung)                                    |
| Oktober 1893 bis Juni 1895     | Korvettenkapitän/Kapitän zur See Gustav Schmidt                                   |
| 9. Juli bis 17. Juli 1895      | Korvettenkapitän Louis Fischer (Überführung)                                      |